# Indy Grand Prix of Alabama 2023
Der Indy Grand Prix of Alabama (offiziell Children's of Alabama Indy Grand Prix) im Barber Motorsports Park, fand am 30. April 2023 statt und ging über eine Distanz von 90 Runden à 3,83 km. Es war der vierte Lauf zur IndyCar Series 2023.

## Bericht
Zwei oder drei Boxenstopps, das war die entscheidende Frage beim Indy Grand Prix von Alabama. Schlussendlich war ein Fahrer vorne, der drei Stopps einlegte. Scott McLaughlin (Team Penske) schlug Romain Grosjean (Andretti Autosport) nur gerade um 1,7 Sekunden. Der aus der Pole-Position gestartete Grosjean hatte zwar am meisten Führungsrunden, doch im letzten Drittel des Rennens war McLaughlin schneller unterwegs. Auf dem dritten Platz folgte Will Power (Team Penske), er legte ebenfalls drei Stopps ein. Der amtierende Meister pilotierte sein Fahrzeug mit einer eindrücklichen Aufholjagd von Startplatz 11 auf den dritten Schlussrang. In der Meisterschaftstabelle führt weiterhin Marcus Ericsson (Chip Ganassi Racing), der in Alabama auf dem 10. Rang ins Ziel kam. Dahinter Pato O’Ward (Arrow McLaren SP) mit 3 Punkten Rückstand und Alex Palou (Chip Ganassi Racing / -9).

## Meldeliste
| Startnummer | Fahrer              | Team                                 | Motor     |
| ----------- | ------------------- | ------------------------------------ | --------- |
| 2           | Josef Newgarden     | Team Penske                          | Chevrolet |
| 3           | Scott McLaughlin    | Team Penske                          | Chevrolet |
| 5           | Patricio O’Ward     | Arrow McLaren SP                     | Chevrolet |
| 06          | Hélio Castroneves   | Meyer Shank Racing                   | Honda     |
| 6           | Felix Rosenqvist    | Arrow McLaren SP                     | Chevrolet |
| 7           | Alexander Rossi     | Arrow McLaren SP                     | Chevrolet |
| 8           | Marcus Ericsson     | Chip Ganassi Racing                  | Honda     |
| 9           | Scott Dixon         | Chip Ganassi Racing                  | Honda     |
| 10          | Alex Palou          | Chip Ganassi Racing                  | Honda     |
| 11          | Marcus Armstrong    | Chip Ganassi Racing                  | Honda     |
| 12          | Will Power          | Team Penske                          | Chevrolet |
| 14          | Santino Ferrucci    | A. J. Foyt Racing                    | Chevrolet |
| 15          | Graham Rahal        | Rahal Letterman Lanigan Racing       | Honda     |
| 18          | David Malukas       | Dale Coyne Racing / HMD Motorsports  | Honda     |
| 20          | Conor Daly          | Ed Carpenter Racing                  | Chevrolet |
| 21          | Rinus VeeKay        | Ed Carpenter Racing                  | Chevrolet |
| 26          | Colton Herta        | Andretti Autosport / Curb-Agajanian  | Honda     |
| 27          | Kyle Kirkwood       | Andretti Autosport                   | Honda     |
| 28          | Romain Grosjean     | Andretti Autosport                   | Honda     |
| 29          | Devlin DeFrancesco  | Andretti Steinbrenner Autosport      | Honda     |
| 30          | Jack Harvey         | Rahal Letterman Lanigan Racing       | Honda     |
| 45          | Christian Lundgaard | Rahal Letterman Lanigan Racing       | Honda     |
| 51          | Sting Ray Robb      | Dale Coyne Racing / Rick Ware Racing | Honda     |
| 55          | Benjamin Pedersen   | A. J. Foyt Racing                    | Chevrolet |
| 60          | Simon Pagenaud      | Meyer Shank Racing                   | Honda     |
| 77          | Callum Ilott        | Juncos Hollinger Racing              | Chevrolet |
| 78          | Agustín Canapino    | Juncos Hollinger Racing              | Chevrolet |

## Klassifikationen

### Freies Training 1
| Pos. | Nr. | Fahrer           | Team                                | Motor     | Zeit       |
| ---- | --- | ---------------- | ----------------------------------- | --------- | ---------- |
| 1    | 3   | Scott McLaughlin | Team Penske                         | Chevrolet | 01:06.6610 |
| 2    | 26  | Colton Herta     | Andretti Autosport / Curb-Agajanian | Honda     | 01:06.8193 |
| 3    | 12  | Will Power       | Team Penske                         | Chevrolet | 01:06.8985 |

### Freies Training 2
| Pos. | Nr. | Fahrer           | Team                | Motor     | Zeit       |
| ---- | --- | ---------------- | ------------------- | --------- | ---------- |
| 1    | 10  | Alex Palou       | Chip Ganassi Racing | Honda     | 01:06.2781 |
| 2    | 2   | Josef Newgarden  | Team Penske         | Chevrolet | 01:06.5133 |
| 3    | 3   | Scott McLaughlin | Team Penske         | Chevrolet | 01:06.5386 |

### Qualifying
| Pos. | Nr. | Fahrer              | Team                                 | Motor     | Zeit       | Zeit       | Zeit       | Zeit       | Startplatz |
| Pos. | Nr. | Fahrer              | Team                                 | Motor     | Q1         | Q1         | Q2         | Q3         | Startplatz |
| Pos. | Nr. | Fahrer              | Team                                 | Motor     | Gruppe 1   | Gruppe 2   | Q2         | Q3         | Startplatz |
| ---- | --- | ------------------- | ------------------------------------ | --------- | ---------- | ---------- | ---------- | ---------- | ---------- |
| 1    | 28  | Romain Grosjean     | Andretti Autosport                   | Honda     | 01:05.6839 | N/A        | 01:05.6829 | 01:05.8396 | 1          |
| 2    | 10  | Alex Palou          | Chip Ganassi Racing                  | Honda     | N/A        | 01:05.5871 | 01:05.8386 | 01:05.9130 | 2          |
| 3    | 5   | Pato O’Ward         | Arrow McLaren SP                     | Chevrolet | N/A        | 01:05.7400 | 01:05.7512 | 01:05.9382 | 3          |
| 4    | 3   | Scott McLaughlin    | Team Penske                          | Chevrolet | N/A        | 01:05.7478 | 01:05.8061 | 01:05.9515 | 4          |
| 5    | 9   | Scott Dixon         | Chip Ganassi Racing                  | Honda     | 01:05.7721 | N/A        | 01:05.8986 | 01:06.0723 | 5          |
| 6    | 45  | Christian Lundgaard | Rahal Letterman Lanigan Racing       | Honda     | N/A        | 01:05.8342 | 01:05.8661 | 01:06.1601 | 6          |
| 7    | 2   | Josef Newgarden     | Team Penske                          | Chevrolet | 01:05.5883 | N/A        | 01:05.9603 | N/A        | 7          |
| 8    | 6   | Felix Rosenqvist    | Arrow McLaren SP                     | Chevrolet | N/A        | 01:05.8696 | 01:06.0930 | N/A        | 8          |
| 9    | 21  | Rinus VeeKay        | Ed Carpenter Racing                  | Chevrolet | 01:05.7808 | N/A        | 01:06.1222 | N/A        | 9          |
| 10   | 7   | Alexander Rossi     | Arrow McLaren SP                     | Chevrolet | 01:05.6939 | N/A        | 01:06.2091 | N/A        | 10         |
| 11   | 12  | Will Power          | Team Penske                          | Chevrolet | N/A        | 01:05.9768 | 01:06.3790 | N/A        | 11         |
| 12   | 27  | Kyle Kirkwood       | Andretti Autosport                   | Honda     | 01:05.7353 | N/A        | 01:06.3963 | N/A        | 12         |
| 13   | 8   | Marcus Ericsson     | Chip Ganassi Racing                  | Honda     | 01:05.9207 | N/A        | N/A        | N/A        | 13         |
| 14   | 26  | Colton Herta        | Andretti Autosport / Curb-Agajanian  | Honda     | N/A        | 01:06.1850 | N/A        | N/A        | 14         |
| 15   | 77  | Callum Ilott        | Juncos Hollinger Racing              | Chevrolet | 01:06.0642 | N/A        | N/A        | N/A        | 15         |
| 16   | 60  | Simon Pagenaud      | Meyer Shank Racing                   | Honda     | N/A        | 01:06.2433 | N/A        | N/A        | 16         |
| 17   | 18  | David Malukas       | Dale Coyne Racing / HMD Motorsports  | Honda     | 01:06.1851 | N/A        | N/A        | N/A        | 17         |
| 18   | 29  | Devlin DeFrancesco  | Andretti Steinbrenner Autosport      | Honda     | N/A        | 01:06.4415 | N/A        | N/A        | 18         |
| 19   | 15  | Graham Rahal        | Rahal Letterman Lanigan Racing       | Honda     | 01:06.2504 | N/A        | N/A        | N/A        | 19         |
| 20   | 20  | Conor Daly          | Ed Carpenter Racing                  | Chevrolet | N/A        | 01:06.4810 | N/A        | N/A        | 20         |
| 21   | 06  | Hélio Castroneves   | Meyer Shank Racing                   | Honda     | 01:06.2715 | N/A        | N/A        | N/A        | 21         |
| 22   | 78  | Agustín Canapino    | Juncos Hollinger Racing              | Chevrolet | N/A        | 01:06.5158 | N/A        | N/A        | 22         |
| 23   | 51  | Sting Ray Robb      | Dale Coyne Racing / Rick Ware Racing | Honda     | 01:06.5925 | N/A        | N/A        | N/A        | 23         |
| 24   | 30  | Jack Harvey         | Rahal Letterman Lanigan Racing       | Honda     | N/A        | 01:06.7181 | N/A        | N/A        | 24         |
| 25   | 55  | Benjamin Pedersen   | A. J. Foyt Enterprises               | Chevrolet | 01:06.9327 | N/A        | N/A        | N/A        | 25         |
| 26   | 11  | Marcus Armstrong    | Chip Ganassi Racing                  | Honda     | N/A        | 01:07.2378 | N/A        | N/A        | 26         |
| 27   | 14  | Santino Ferrucci    | A. J. Foyt Enterprises               | Chevrolet | N/A        | 03:49.1462 | N/A        | N/A        | 27         |

### Endergebnis
| Pos. | Nr. | Fahrer              | Team                                 | Motor     | Runden | Zeit/Rückstand | Boxenstopps | Startplatz | Führungsrunden | Punkte |
| ---- | --- | ------------------- | ------------------------------------ | --------- | ------ | -------------- | ----------- | ---------- | -------------- | ------ |
| 1    | 3   | Scott McLaughlin    | Team Penske                          | Chevrolet | 90     | 1:47:58.9401   | 3           | 4          | 24             | 51     |
| 2    | 28  | Romain Grosjean     | Andretti Autosport                   | Honda     | 90     | 1.7854         | 2           | 1          | 57             | 44     |
| 3    | 12  | Will Power          | Team Penske                          | Chevrolet | 90     | 3.2699         | 3           | 11         | 3              | 36     |
| 4    | 5   | Pato O’Ward         | Arrow McLaren SP                     | Chevrolet | 90     | 20.5745        | 2           | 3          |                | 32     |
| 5    | 10  | Alex Palou          | Chip Ganassi Racing                  | Honda     | 90     | 20.9762        | 2           | 2          |                | 30     |
| 6    | 45  | Christian Lundgaard | Rahal Letterman Lanigan Racing       | Honda     | 90     | 23.5319        | 2           | 6          |                | 28     |
| 7    | 9   | Scott Dixon         | Chip Ganassi Racing                  | Honda     | 90     | 24.2769        | 2           | 5          |                | 26     |
| 8    | 7   | Alexander Rossi     | Arrow McLaren SP                     | Chevrolet | 90     | 25.0582        | 3           | 10         |                | 24     |
| 9    | 6   | Felix Rosenqvist    | Arrow McLaren SP                     | Chevrolet | 90     | 25.5107        | 3           | 8          |                | 22     |
| 10   | 8   | Marcus Ericsson     | Chip Ganassi Racing                  | Honda     | 90     | 26.0190        | 2           | 13         |                | 20     |
| 11   | 11  | Marcus Armstrong R  | Chip Ganassi Racing                  | Honda     | 90     | 28.5527        | 2           | 26         |                | 19     |
| 12   | 27  | Kyle Kirkwood       | Andretti Autosport                   | Honda     | 90     | 36.3667        | 2           | 12         |                | 18     |
| 13   | 77  | Callum Ilott        | Juncos Hollinger Racing              | Chevrolet | 90     | 42.4441        | 3           | 15         |                | 17     |
| 14   | 26  | Colton Herta        | Andretti Autosport / Curb-Agajanian  | Honda     | 90     | 43.7781        | 2           | 14         |                | 16     |
| 15   | 2   | Josef Newgarden     | Team Penske                          | Chevrolet | 90     | 45.7346        | 3           | 7          | 6              | 16     |
| 16   | 21  | Rinus VeeKay        | Ed Carpenter Racing                  | Chevrolet | 90     | 55.1118        | 2           | 9          |                | 14     |
| 17   | 15  | Graham Rahal        | Rahal Letterman Lanigan Racing       | Honda     | 90     | 56.4422        | 3           | 19         |                | 13     |
| 18   | 60  | Simon Pagenaud      | Meyer Shank Racing                   | Honda     | 90     | 56.7500        | 2           | 16         |                | 12     |
| 19   | 18  | David Malukas       | Dale Coyne Racing / HMD Motorsports  | Honda     | 90     | 57.7650        | 3           | 17         |                | 11     |
| 20   | 14  | Santino Ferrucci    | A. J. Foyt Enterprises               | Chevrolet | 90     | 58.5106        | 3           | 27         |                | 10     |
| 21   | 06  | Hélio Castroneves   | Meyer Shank Racing                   | Honda     | 90     | 1:00.0847      | 2           | 21         |                | 9      |
| 22   | 55  | Benjamin Pedersen R | A. J. Foyt Enterprises               | Chevrolet | 90     | 1:01.3063      | 3           | 25         |                | 8      |
| 23   | 29  | Devlin DeFrancesco  | Andretti Steinbrenner Autosport      | Honda     | 90     | 1:03.1924      | 2           | 18         |                | 7      |
| 24   | 30  | Jack Harvey         | Rahal Letterman Lanigan Racing       | Honda     | 90     | 1:04.5393      | 2           | 24         |                | 6      |
| 25   | 20  | Conor Daly          | Ed Carpenter Racing                  | Chevrolet | 90     | 1:05.6055      | 3           | 20         |                | 5      |
| 26   | 78  | Agustín Canapino R  | Juncos Hollinger Racing              | Chevrolet | 90     | 1:06.1483      | 3           | 22         |                | 5      |
| 27   | 51  | Sting Ray Robb R    | Dale Coyne Racing / Rick Ware Racing | Honda     | 36     | Defekt         | 2           | 23         |                | 5      |

R=Rookie / 1 Gelbphase für insgesamt 3 Rd.

## Führungsrunden
| Fahrer           | Team               | Anzahl |
| ---------------- | ------------------ | ------ |
| Romain Grosjean  | Andretti Autosport | 57     |
| Scott McLaughlin | Team Penske        | 24     |
| Josef Newgarden  | Team Penske        | 6      |
| Will Power       | Team Penske        | 3      |